# Фейлитцен, Лоттен фон
Лоттен фон Фейлитцен (швед. Lotten von Feilitzen, полное имя Helena Sophia Charlotta (Lotten) von Feilitzen, урождённая Lindblad; 1829—1912) — шведская пианистка.

## Биография
Родилась 3 мая 1829 года.
Лоттен получила начальное музыкальное образование у своего отца композитора Адольфа Линдблада.
Работала преподавателем игры на фортепиано за пределами Линчёпинга. 
Была избрана ассоциативным членом Королевской академии музыки 29 апреля 1853 года, став членом академии за номером № 399 13 мая 1864 года.
Была замужем за писателем Урбаном фон Фейлитценом и матерью художницы по текстилю Анны Каспарссон.
Умерла 16 июля 1912 года.